# Nintendo Software Planning & Development
Nintendo Software Planning & Development Division (с англ. — «Отдел планирования и разработки программного обеспечения Nintendo») — обычно сокращаемое до Nintendo SPD — бывшее японское подразделение исследований, планирования и разработок, размещенным в Центре разработки Nintendo в Киото, Япония. В подразделении было два отдела: отдел планирования и разработки программного обеспечения, который в основном занимался совместным производством игр с внешними разработчиками; и отдел разработки и дизайна программного обеспечения, который в основном разрабатывал экспериментальное и системное программное обеспечение. Подразделение было создано в ходе корпоративной реструктуризации в сентябре 2003 года, с упразднением отделов Nintendo R&D1 и Nintendo R&D2.
Перед группой стояла задача независимой разработки инновационных игр, оказания помощи другим командам разработчиков в проектах и управления зарубежным производством франшиз от первого лица. Отделы SPD и SDD были разделены на четыре отдельные группы, которые одновременно работали над разными проектами.
В сентябре 2015 года Nintendo SPD объединилась с другим подразделением Nintendo по разработке программного обеспечения, Entertainment Analysis & Development (EAD), став Nintendo Entertainment Planning & Development.

## История
В 2003 году президент Nintendo Сатору Ивата создал подразделение планирования и разработки программного обеспечения, назначив себя его генеральным менеджером. Целью вновь созданного подразделения было бы сосредоточиться на совместном продюсировании и надзоре за разработкой видеоигр сторонних производителей, с целью освободить подразделение Entertainment Analysis & Development (EAD) и его генерального менеджера Сигеру Миямото от необходимости сосредоточиться на внутреннем развитии. Хотя это было основной задачей подразделения, оно также продолжало разрабатывать некоторые серии видеоигр внутри компании.
27 июня 2013 года заместитель генерального менеджера Синья Такахаси сменил Сатору Ивату на посту генерального менеджера подразделения, получив при этом место в совете директоров Nintendo. Год спустя, 18 июня 2014 года, все внутренние подразделения Nintendo по исследованиям и разработкам, включая подразделение SPD, были переведены из штаб-квартиры Nintendo в Киото в недавно построенный центр разработки Nintendo, расположенный всего в 300 метрах от старого здания. Сосредоточив всех своих разработчиков в новом здании, Nintendo надеялась, что они будут тесно взаимодействовать друг с другом, независимо от того, в каком подразделении и области они работают, создавая синергию между разработкой аппаратного и программного обеспечения.
16 сентября 2015 года подразделение было объединено с внутренним подразделением Nintendo по разработке программного обеспечения Entertainment Analysis & Development, став Nintendo Entertainment Planning & Development (EPD). Поскольку Сигеру Миямото ушел с поста генерального менеджера подразделения EAD и стал креативным сотрудником, бывший генеральный менеджер SPD Синья Такахаси занял его место генерального менеджера недавно созданного подразделения EPD, таким образом, контролируя все видеоигры, разработанные в Nintendo. Новое подразделение вобрало в себя все функции своих предшественников как по внутренней разработке видеоигр, так и по их совместному производству с внешними разработчиками.